# Andrew Poje
Andrew Poje (Kitchener, Ontario; 25 de febrero de 1987) es un patinador artístico sobre hielo nacido canadiense nacionalizado estadounidense, subcampeón mundial en 2014 en el campeonato celebrado en Saitama en la modalidad de danza junto a Kaitlyn Weaver.
Andrew Poje obtuvo también un gran éxito en el Campeonato de los Cuatro Continentes de Patinaje Artístico sobre Hielo de 2010 y 2015 obteniendo el oro en la misma modalidad de danza sobre hielo.

## Palmarés internacional
| Campeonato Mundial | Campeonato Mundial | Campeonato Mundial | Campeonato Mundial |
| Año                | Lugar              | Medalla            | Prueba             |
| ------------------ | ------------------ | ------------------ | ------------------ |
| 2014               | Saitama ( Japón)   | Medalla de plata   | Baile sobre hielo  |
| 2015               | Shanghái ( China)  | Medalla de bronce  | Baile sobre hielo  |
| 2018               | Milán ( Italia)    | Medalla de bronce  | Baile sobre hielo  |